# TypeScript
TypeScript er et programmeringssprog der er en udvidelse af JavaScript, som giver mulighed for at angive typer i koden og definere klasser, interfaces og moduler som det kendes fra sprog som fx C# og java. Det består bl.a. af en compiler der genererer javascript som resultat. Sproget og compileren er Free/Libre and Open Source Software og lavet af Microsoft. Danskeren Anders Hejlsberg, chefarkitekt på C# og skaberen af Delphi og Turbo Pascal, har været med til at udvikle TypeScript.